# Fimbrios klossi

Fimbrios klossi är en ormart som beskrevs av läkaren och herpetologen Malcolm Arthur Smith 1920. Fimbrios klossi ingår i släktet Fimbrios, och familjen Xenodermatidae. IUCN kategoriserar arten globalt som livskraftig. Inga underarter finns listade.

## Utbredning
Fimbrios klossi är känd från Vietnam och Kambodja, på höjder mellan 680 och 1800 meter över havet.
Rapporterna från Kambodja gällde Bokor och gjordes av auktoren 1943. Sedan dess har arten inte återfunnits i Kambodja.

## Habitat
Arten trivs i lövsamlingar och bland fallna träd, gärna i närheten av mindre vattendrag. Den skyr förorenade miljöer. 